# Pierre Grenier (1756-1819)
Pour les articles homonymes, voir Pierre Grenier (homonymie) et Grenier (homonymie).
Pierre, chevalier Grenier, né le 10 octobre 1756 à Pézenas (Languedoc) et mort le 6 juillet 1819 à Montpellier (Hérault), est un homme politique français.

## Biographie
Fils de Jean-Jacques-Joseph Grenier, négociant, et de demoiselle Marie-Rose Belpel, il était homme de loi à Pezénas et administrateur des hospices. La Révolution le fit successivement agent national et commissaire du Directoire exécutif dans l'Hérault. Après le 18 brumaire, il devint, en l'an VIII, sous-préfet de Béziers. Puis il fut désigné, le 29 thermidor an XII, par le Sénat conservateur, comme député de l'Hérault au Corps législatif. Vice-président de cette Assemblée, il y soutint avec zèle les institutions impériales jusqu'en 1809. 
Membre de la Légion d'honneur, et chevalier de l'Empire, du 11 juillet 1810.

## Sources
- « Pierre Grenier (1756-1819) », dans Adolphe Robert et Gaston Cougny, Dictionnaire des parlementaires français, Edgar Bourloton, 1889-1891 [détail de l’édition]